# Kniksenprisen
Kniksenprisen var en pris til norske fodboldspillere, trænere og dommere, som blev uddelt hvert år fra 1990 til 2013 af interesseforeningen Norsk Toppfotball efter en afstemning blandt norske elitespillere. Vinderne modtog Per Ungs kniksenstatuet. Kniksenprisen var opkaldt efter Roald «Kniksen» Jensen. 

## De otte priser
Hvert år blev der uddelt otte priser:
| - Årets målmand - Årets forsvarsspiller - Årets midtbanespiller - Årets angrepsspiller | - Årets træner - Årets dommer - Årets Kniksen - Kniksens Hæderspris |
De seks første priser blev tildelt den bedste i den pågældende kategori i norsk topfodbold. Vinderne kunne være norske eller udenlandske statsborgere, men de skulle spille i norsk fodbold. Juryen bag disse priser var spillere, trænere, ledere og dommere i Eliteserien og i Norges førstedivision i fodbold. 
Årets Kniksen blev tildelt Norges bedste fodboldspiller. Det vil sige, at prisen også kunne tildeles norsk spiller i en udenlandsk klub, men spilleren skulle være norsk statsborger. Juryen kunne i helt specielle tilfælde give prisen til en træner, dommer eller leder. Fra 2010 blev der uddelt én pris til bedste mandlige spiller og én pris til bedste kvindelige spiller.
Kniksens Hæderspris tildeles en person eller et hold som i et enkelt år har gjort en helt speciel præstation eller som over tid har gjort en særlig bemærkeligsværdig og flot indsats i eller for norsk topfodbold.
Prisene blev sædvanligt uddelt ved et fodboldarrangement, sædvanligvis før cupfinalen. Tidligere blev Årets Kniksen og Hædersprisen uddelt i forbindelse med Idrettsgallaen.

## Vindere af Kniksenprisen
| År                                           | Målmand                           | Forsvar                               | Midtbane                      | Angreb                            | Træner                                    | Dommer                        | Årets Kniksen                         | Kniksens Hæderspris                                                     |
| -------------------------------------------- | --------------------------------- | ------------------------------------- | ----------------------------- | --------------------------------- | ----------------------------------------- | ----------------------------- | ------------------------------------- | ----------------------------------------------------------------------- |
| 1990                                         | Einar Rossbach Tromsø             | Per-Ove Ludvigsen Fyllingen           | Per Egil Ahlsen Brann         | Tore André Dahlum Start           | Nils Arne Eggen Rosenborg                 | Rune Pedersen Sprint/Jeløy    | Erik Thorstvedt Tottenham             |                                                                         |
| 1991                                         | Frode Grodås Lillestrøm           | Pål Lydersen Start                    | Øyvind Leonhardsen Molde      | Gøran Sørloth Rosenborg           | Benny Lennartsson Viking                  | Rune Pedersen Sprint/Jeløy    | Rune Bratseth Werder Bremen           | Terje Kojedal (HamKam) og Sverre Brandhaug (Rosenborg)                  |
| 1992                                         | Ola By Rise Rosenborg             | Roger Nilsen Viking                   | Erik Mykland Start            | Gøran Sørloth Rosenborg           | Per Brogeland Kongsvinger                 | Rune Pedersen Sprint/Jeløy    | Rune Bratseth Werder Bremen           | Egil Olsen (Norge) og Per Egil Ahlsen (Fredrikstad og Brann)            |
| 1993                                         | Frode Grodås Lillestrøm           | Tore Pedersen Brann                   | Øyvind Leonhardsen Rosenborg  | Mons Ivar Mjelde Lillestrøm       | Trond Sollied Bodø/Glimt                  | Roy Helge Olsen Lyn           | Egil Olsen Norge                      | Kvinnelandslaget ved Heidi Støre og Even Pellerud                       |
| 1994                                         | Thomas Myhre Viking               | Pål Lydersen Start                    | Erik Mykland Start            | Harald Martin Brattbakk Rosenborg | Nils Arne Eggen Rosenborg                 | Rune Pedersen Sprint/Jeløy    | Rune Bratseth Werder Bremen           | Per Ravn Omdal (NFF) og Rune Bratseth (Rosenborg)                       |
| 1995                                         | Morten Bakke Molde                | Erik Hoftun Rosenborg                 | Ståle Solbakken Lillestrøm    | Harald Martin Brattbakk Rosenborg | Nils Arne Eggen Rosenborg                 | Rune Pedersen Sprint/Jeløy    | Hege Riise Norge                      | Ola By Rise Rosenborg                                                   |
| 1996                                         | Jørn Jamtfall Rosenborg           | Erik Hoftun Rosenborg                 | Trond Egil Soltvedt Rosenborg | Mons Ivar Mjelde Brann            | Nils Arne Eggen Rosenborg                 | Rune Pedersen Sprint/Jeløy    | Ole Gunnar Solskjær Manchester United | Erik Thorstvedt Viking                                                  |
| 1997                                         | Frode Olsen Stabæk                | Erik Hoftun Rosenborg                 | Bent Skammelsrud Rosenborg    | Harald Martin Brattbakk Rosenborg | Dag Vidar Kristoffersen Strømsgodset      | Rune Pedersen Sprint/Jeløy    | Nils Arne Eggen Rosenborg             | Rosenborg Ballklub ved Nils Arne Eggen                                  |
| 1998                                         | Frode Olsen Stabæk                | Erik Hoftun Rosenborg                 | Roar Strand Rosenborg         | Sigurd Rushfeldt Rosenborg        | Trond Sollied Rosenborg                   | Rune Pedersen Sprint/Jeløy    | Tore André Flo Chelsea                | Rune Pedersen Sprint/Jeløy                                              |
| 1999                                         | Frode Olsen Stabæk                | Erik Hoftun Rosenborg                 | Magnus Svensson Viking        | Rune Lange Tromsø                 | Nils Arne Eggen Rosenborg                 | Rune Pedersen Sprint/Jeløy    | Henning Berg Manchester United        | Nils Johan Semb (Norge) og Jostein Flo (Molde, Sogndal og Strømsgodset) |
| 2000                                         | Emille Baron Lillestrøm           | Erik Hoftun Rosenborg                 | Ørjan Berg Rosenborg          | Thorstein Helstad Brann           | Benny Lennartsson Viking                  | Rune Pedersen Sprint/Jeløy    | Erik Mykland 1860 München             | Jahn Ivar Jakobsen (Rosenborg) og kvinnelandslaget ved Gøril Kringen    |
| 2001                                         | Arni Gautur Arason Rosenborg      | Torgeir Bjarmann Lillestrøm           | Ørjan Berg Rosenborg          | Clayton Zane Lillestrøm           | Arne Erlandsen Lillestrøm                 | Tom Henning Øvrebø Nordstrand | Ørjan Berg Rosenborg                  | Bent Skammelsrud og Roar Strand begge Rosenborg                         |
| 2002                                         | Erik Holtan Odd Grenland          | Tommy Berntsen Lyn                    | Ørjan Berg Rosenborg          | Bengt Sæternes Bodø/Glimt         | Sture Fladmark Lyn                        | Tom Henning Øvrebø Nordstrand | André Bergdølmo Ajax                  | Nils Arne Eggen Rosenborg                                               |
| 2003                                         | Espen Johnsen Rosenborg           | Vidar Riseth Rosenborg                | Martin Andresen Stabæk        | Harald Martin Brattbakk Rosenborg | Øystein Gåre Bodø/Glimt                   | Tom Henning Øvrebø Nordstrand | Martin Andresen Stabæk                | Per Ravn Omdal NFF                                                      |
| 2004                                         | Ali Al-Habsi Lyn                  | Erik Hagen Vålerenga                  | Ardian Gashi Vålerenga        | Alexander Ødegaard Sogndal        | Ståle Solbakken Ham-Kam                   | Terje Hauge Olsvik            | Erik Hagen Vålerenga                  | Henning Berg og Hege Riise                                              |
| 2005                                         | Arni Gautur Arason Vålerenga      | Bård Borgersen Start                  | Kristofer Hæstad Start        | Ole Martin Årst Tromsø            | Tom Nordlie Start                         | Tom Henning Øvrebø Nordstrand | John Carew Lyon                       | Ingen uddeling                                                          |
| 2006                                         | Håkon Opdal Brann                 | Per Nilsson Odd Grenland              | Robert Koren Lillestrøm       | Steffen Iversen Rosenborg         | Knut Tørum Rosenborg                      | Tom Henning Øvrebø Nordstrand | John Arne Riise Liverpool             | Ingen uddeling                                                          |
| 2007                                         | Håkon Opdal Brann                 | Frode Kippe Lillestrøm                | Alanzinho Stabæk              | Thorstein Helstad Brann           | Mons Ivar Mjelde Brann                    | Terje Hauge Olsvik            | John Carew Aston Villa                | Ole Gunnar Solskjær                                                     |
| 2008                                         | Eddie Gustafsson Lyn              | Morten Morisbak Skjønsberg Stabæk     | Alanzinho Stabæk              | Daniel Nannskog Stabæk            | Jan Jönsson (Stabæk) og Geir Nordby (Røa) | Espen Berntsen Vang           | John Carew Aston Villa                | Ronny Johnsen                                                           |
| 2009                                         | Jon Knudsen Stabæk                | Knut Olav Rindarøy Molde              | Makhtar Thioune Molde         | Rade Prica Rosenborg              | Erik Hamrén Rosenborg                     | Kristoffer Helgerud Lier      | Brede Hangeland Fulham                | Karen Espelund                                                          |
| 2010                                         | Anders Lindegaard Aalesund        | Tom Høgli Tromsø                      | Anthony Annan Rosenborg       | Mohammed Abdellaoue Vålerenga     | Jostein Grindhaug Haugesund               | Svein Oddvar Moen Haugar      | Anthony Annan Rosenborg               | Terje Hauge Olsvik                                                      |
| 2011                                         | Espen Bugge Pettersen Molde       | Even Hovland Sogndal                  | Michael Barrantes Aalesund    | Nikola Đurđić Haugesund           | Ole Gunnar Solskjær Molde                 | Svein Oddvar Moen Haugar      | Mohammed Abdellaoue Hannover 96       | Sigurd Rushfeldt Tromsø                                                 |
| 2012                                         | Kenneth Udjus Sogndal             | Vegard Forren Molde                   | Magnus Wolff Eikrem Molde     | Alexander Søderlund Haugesund     | Ole Gunnar Solskjær Molde                 | Svein Oddvar Moen Haugar      | Brede Hangeland Fulham                | Nils Skutle                                                             |
| 2013                                         | Adam Larsen Kwarasey Strømsgodset | Lars-Christopher Vilsvik Strømsgodset | Stefan Johansen Strømsgodset  | Frode Johnsen Odd                 | Ronny Deila Strømsgodset                  | Ingen uddeling                | Ingen uddeling                        | Ingen uddeling                                                          |
| Gullballen erstattede Kniksenprisen fra 2014 |                                   |                                       |                               |                                   |                                           |                               |                                       |                                                                         |
| 2014                                         | Ørjan Nyland Molde                | Martin Linnes Molde                   | Jone Samuelsen Odd            | Vidar Örn Kjartansson Vålerenga   | Tor Ole Skullerud Molde                   | Svein Oddvar Moen Haugar      | Stefan Johansen Celtic                | Boye Skistad                                                            |

## Øvrige priser
Årets unge spiller
- 2006: Chinedu «Edu» Ogbuke, Lyn

Årets spiller i 1. division
- 2006: Mattias Andersson, Strømsgodset
- 2013: Papa Alioune Ndiaye, Bodø/Glimt

Årets mål
- 2007: Fredrik Gulsvik, Odd Grenland

Bedste spiller i Toppserien
- 2010: Lisa-Marie Woods, Stabæk